# Шатовьё (Вар)
Шатовьё (фр. Châteauvieux) — коммуна на юго-востоке Франции в регионе Прованс — Альпы — Лазурный берег, департамент Вар, округ Драгиньян, кантон Флейоск.
Площадь коммуны — 14,97 км², население — 68 человек (2006) с тенденцией к стабилизации: 78 человек (2012), плотность населения — 5,2 чел/км².

## Население
Население коммуны в 2011 году составляло 75 человек, а в 2012 году — 78 человек.
| 1962 | 1968 | 1975 | 1982 | 1990 | 1999 | 2006 | 2008 | 2011 | 2012 |
| ---- | ---- | ---- | ---- | ---- | ---- | ---- | ---- | ---- | ---- |
| 32   | 26   | 26   | 34   | 46   | 73   | 68   | 71   | 75   | 78   |

Динамика населения:

## Экономика
В 2010 году из 50 человек трудоспособного возраста (от 15 до 64 лет) 35 были экономически активными, 15 — неактивными (показатель активности — 70,0 %, в 1999 году — 79,1 %). Из 35 активных трудоспособных жителей работали 27 человек (18 мужчин и 9 женщин), 8 числились безработными (1 мужчина и 7 женщин). Среди 15 трудоспособных неактивных граждан 4 были учениками либо студентами, 5 — пенсионерами, а ещё 6 — были неактивны в силу других причин.